# 不敢眨眼
《不敢眨眼》（日语：瞬きもせず）是日本女歌手中岛美雪的第36张单曲，该唱片于1998年10月7日发行。

## 介绍
这是中岛美雪音乐作品里的第一首加大單曲，随后的所有单曲都以该尺寸发行。同时这也是她波麗佳音时期发行的最后一张单曲。
《不敢眨眼》是电影《学校III》的主题曲。其使用的 MOVIE THEME VERSION 没有收录在原创专辑中，收录在精选专辑《大银幕》中。
《我们身在春天里》是同年发行的原创专辑《做我的孩子吧》的单曲分拆版，也是电影《大结局》的主题曲 。这首歌也收录在精选专辑《大银幕》中。
这首单曲于2022年11月28日作为数字下载从雅马哈音乐传播分发。虽然封面图像使用了单曲封面，但音源是合辑《Singles 2000》的音源，所以不包含MOVIE THEME VERSION 与 TV MIX。

## 收录歌曲
- 全作词、作曲：中島美雪
- 编曲：瀨尾一三

1. 不敢眨眼
2. 我们身在春天里
3. 不敢眨眼（MOVIE THEME VERSION）
  - 与原曲编曲不同，部分歌词也不同。
4. 不敢眨眼（TV MIX）

## 媒体的使用
| # | 歌名                           | 商业搭配              | 来源  |
| - | ------------------------------ | --------------------- | ----- |
| 2 | 我们身在春天里                 | 电影《大结局》主题曲  | [ 2 ] |
| 3 | 不敢眨眼 (MOVIE THEME VERSION) | 电影《学校III》主题曲 | [ 1 ] |